# Afghanoleon flavomaculatus
Afghanoleon flavomaculatus is een insect uit de familie van de mierenleeuwen (Myrmeleontidae), die tot de orde netvleugeligen (Neuroptera) behoort. 
Afghanoleon flavomaculatus is voor het eerst wetenschappelijk beschreven door Hölzel in 1972.